# Sportler des Jahres 1972 (Deutschland)
Die Sportler des Jahres 1972 in der Bundesrepublik Deutschland wurden am 21. Dezember im Kurhaus Baden-Baden ausgezeichnet. Veranstaltet wurde die Wahl zum 26. Mal von der Internationalen Sport-Korrespondenz (ISK). Die Beteiligung von 711 Sportjournalisten, Rundfunk- und Fernsehreportern bedeutete einen neuen Rekord in der Stimmabgabe. Bei den Abstimmungsergebnissen dominierten Sportler der Olympischen Sommerspiele in München.

## Männer
|     | Sportler            | Sportart       | Punkte | Erfolge 1972 |
| --- | ------------------- | -------------- | ------ | --- |
| 1.  | Klaus Wolfermann    | Leichtathletik | 2469   | Goldmedaillengewinner und olympischer Rekord im Speerwurf bei den Olympischen Spielen in München                                                 |
| 2.  | Bernd Kannenberg    | Leichtathletik | 1443   | Olympiasieger und olympischer Rekord über 50 km Gehen; jeweils Deutscher Meister im Einzel- und Mannschaftswettbewerb über 20 km und 50 km Gehen |
| 3.  | Erhard Keller       | Eisschnelllauf | 1319   | Goldmedaille und olympischer Rekord im 500-Meter-Eisschnelllauf                                                                                  |
| 4.  | Dieter Kottysch     | Boxen          | 0942   | Olympiasieger und Deutscher Meister im Halbmittelgewicht                                                                                         |
| 5.  | Walter Demel        | Skilanglauf    | 0816   | Fahnenträger der Olympiamannschaft und vierfacher Wettbewerbsteilnehmer bei den Olympischen Winterspielen                                        |
| 6.  | Günter Netzer       | Fußball        | 0418   | Fußballer des Jahres; Spieler in der „Wembley-Elf“ und Fußball-Europameister                                                                     |
| 7.  | Johannes Frömming   | Trabrennsport  | 0416   | 5000 Siege im Trabrennen seit 1926 |
| 8.  | Gerd Müller         | Fußball        | 0414   | Deutscher Meister mit dem FC Bayern München und Fußball-Europameister                                                                            |
| 9.  | Josef Neckermann    | Dressurreiten  | 0399   | Silbermedaille mit der Dressur-Equipe und Bronzemedaille im Einzel bei den Olympischen Spielen                                                   |
| 10. | Hans Günter Winkler | Springreiten   | 0357   | Mannschaftsgoldmedaille bei den Olympischen Spielen im Springreiten                                                                              |

Insgesamt wurden 56 Sportler genannt.

## Frauen
|     | Sportlerin            | Sportart       | Punkte | Erfolge 1972 |
| --- | --------------------- | -------------- | ------ | --- |
| 1.  | Heide Rosendahl       | Leichtathletik | 3087   | Goldmedaille im Weitsprung und mit der 4-mal-100-Meter-Staffel sowie Silbermedaille im Fünfkampf bei den Olympischen Spielen in München; Deutsche Meisterin im Weitsprung und Fünfkampf sowie Vizemeisterin im 100-Meter-Lauf |
| 2.  | Ulrike Meyfarth       | Leichtathletik | 2216   | Goldmedaille und Weltrekord im olympischen Hochsprung; Bronzemedaille bei den Deutschen Leichtathletik-Meisterschaften |
| 3.  | Hildegard Falck       | Leichtathletik | 1949   | Goldmedaille und olympischer Rekord im 800-Meter-Lauf; Zweite bei den Deutschen Leichtathletik-Meisterschaften über 800 Meter und mit der 3-mal-800-Meter-Staffel                                                             |
| 4.  | Monika Pflug          | Eisschnelllauf | 1374   | Olympiasiegerin im 1000-Meter-Eisschnelllauf bei den Olympischen Winterspielen in Sapporo und Goldmedaille im Sprintvierkampf bei der Eisschnelllauf-Sprintweltmeisterschaft 1972                                             |
| 5.  | Liselott Linsenhoff   | Dressurreiten  | 0920   | Olympische Goldmedaille im Dressur-Einzel und Silbermedaille mit der Dressur-Mannschaft |
| 6.  | Rita Wilden           | Leichtathletik | 0424   | Silbermedaille bei den Olympischen Spielen und Deutsche Meisterin im 400-Meter-Lauf sowie Deutsche Meisterin mit der 4-mal-100-Meter-Staffel                                                                                  |
| 7.  | Petra Häußler         | Rollkunstlauf  | 0118   | Weltmeisterin und Deutsche Meisterin |
| 8.  | Gisela Grothaus       | Kanuslalom     | 0058   | Silbermedaille bei den Olympischen Spielen |
| 9.  | Heidemarie Reineck    | Schwimmsport   | 0049   | Olympische Bronzemedaille mit der 4-mal-100-Meter-Freistil- und der 4-mal-100-Meter-Lagenstaffel |
| 10. | Ingrid Mickler-Becker | Leichtathletik | 0035   | Olympische Goldmedaille mit der 4-mal-100-Meter-Staffel |

Insgesamt wurden 30 Sportlerinnen genannt.

## Mannschaften
|     | Sportler                                                                        | Sportart       | Punkte | Erfolge 1972                                                      |
| --- | ------------------------------------------------------------------------------- | -------------- | ------ | ----------------------------------------------------------------- |
| 1.  | Hockeynationalmannschaft der Herren                                             | Hockey         | 2694   | Olympiasieger                                                     |
| 2.  | Deutsche Fußballnationalmannschaft                                              | Fußball        | 1971   | Europameister                                                     |
| 3.  | Bodensee-Vierer (Berger, Färber, Auer, Bierl, Benter)                           | Rudern         | 1750   | Olympiasieger                                                     |
| 4.  | 4-mal-100-Meter-Staffel der Frauen (Krause, Mickler-Becker, Richter, Rosendahl) | Leichtathletik | 1592   | Olympiasieg und Weltrekord                                        |
| 5.  | Bahnrad-Vierer (Colombo, Haritz, Hempel, Schumacher)                            | Radsport       | 1027   | Olympiasieger                                                     |
| 6.  | Springreiter-Equipe (Ligges, Wiltfang, Steenken, Winkler)                       | Springreiten   | 0621   | Olympiasieger                                                     |
| 7.  | FC Bayern München                                                               | Fußball        | 0338   | Deutscher Meister und Halbfinalist im Europapokal der Pokalsieger |
| 8.  | Dressurreiter-Equipe (Linsenhoff, Neckermann, Schlüter)                         | Dressurreiten  | 0173   | Silbermedaille bei den Olympischen Spielen                        |
| 9.  | 4-mal-200-Meter-Kraulstaffel der Männer (Steinbach, Lampe, Vosseler, Fassnacht) | Schwimmsport   | 0067   | Silbermedaille bei den Olympischen Spielen                        |
| 10. | Faustballnationalmannschaft                                                     | Faustball      | 0037   | Weltmeister                                                       |

Insgesamt wurden 30 Mannschaften genannt.